# Ölürüm Sana
Albums de Tarkan
A-Acayipsin
(1994) Tarkan
(1998)
Ölürüm Sana est le troisième album du chanteur turc Tarkan. C'est l'album qui s'est le mieux vendu en Turquie avec plus de quatre millions de copies écoulées.

## Liste des titres
1. Şımarık - 3:55
2. Ikimizin Yerine - 3:50
3. Ölürüm Sana - 4:42
4. Salına Salına Sinsice - 4:06
5. Gecemin Ürkek Kanatlarında - 3:56
6. Kır Zincirlerini - 5:23
7. Inci Tanem - 5:38
8. Başına Bela Olurum - 4:11
9. Unut Beni - 5:28
10. Delikanlı Çağlarım - 3:43
11. Beni Anlama - 5:21